# Margalita Tsjachnasjvili
Margalita Tsjachnasjvili (Georgisch: მარგალიტა ჩახნაშვილი) (Tbilisi, 9 december 1982) is een voormalig tennisspeelster uit Georgië.
Zij begon op achtjarige leeftijd met het spelen van tennis.
In 1997 speelde zij haar eerste ITF-toernooi, in haar geboorteplaats Tbilisi. Zij won tien ITF-titels in het enkelspel en vijf in het dubbelspel.
Zij kwam sinds 1998 uit op de Fed Cup voor Georgië, zowel in het enkel- als in het dubbelspel – zij behaalde daar een winst/verlies-balans van 30–27.
In 2012 speelde zij samen met Anna Tatishvili met een wildcard op het damesdubbelspeltoernooi van de Olympische Spelen, waar zij in de eerste ronde verloren.
Op de grandslamtoernooien bleef zij elke keer steken in het kwalificatietoernooi. In 2007 behaalde zij de derde ronde van het kwalificatietoernooi, het beste resultaat.

## Posities op deWTA-ranglijst
Positie per einde seizoen:
| jaar | rang enkelspel | rang dubbelspel |
| ---- | -------------- | --------------- |
| 2000 | 391            | –               |
| 2001 | 501            | 518             |
| 2002 | 249            | 480             |
| 2003 | 417            | 492             |
| 2004 | 626            | 891             |
| 2005 | 255            | 709             |
| 2006 | 153            | 178             |
| 2007 | 165            | 192             |
| 2008 | 221            | 177             |
| 2009 | 208            | 181             |
| 2010 | 254            | 236             |
| 2011 | 177            | 343             |
| 2012 | 400            | 568             |
| 2013 | 464            | 661             |
| 2014 | 753            | –               |